# Мирослав Тадић
Мирослав Тадић, рођен 1959, је гитариста, композитор, импровизатор и музички едукатор српско-хрватског порекла. Завршио је формалне студије музике у Сједињеним Америчким Државама, након студија у Италији и родној Југославији. Од 1985. професор је на престижном калифорнијском институту за уметност у Лос Анђелесу. Изводио је и снимао у разним поставкама и музичким стиловима, у распону од музике барокног и класичног доба, до блуза, џеза, рока и светске музике. Тадићеви наступи и снимљени албуми су производ пројеката са Марком Наусефом, Опером из Лос Анђелеса са Пласидо Домингом, Лондонским симфонијским оркестром, Симфонијом Лајпцига МДР, Филхармонијом из Монте Карла, Ховардом Левијем, Јоахимом Куном, Л. Сханкаром, Маркусом Стокхаусеном, Душаном Богдановићем , Влатком Стефановским, браћом Теофиловић, Вададом Леом Смитом, Давидом Торном, Маријом Јоао, Јаком Брусом, Теодосијем Спасовим, Кудси Ергунером, Ђиваном Гаспарианом, Пандитом Свапаном Хаудуријем и Устадом Ашиш Каном, између осталих.
Тадић је снимао широм света и његова музика се може чути на издањима CMP Records-a, MA Recordings-а, Croatia Records-а, Enja Records-а, Leo Records-а и Sony Classical-а. Редовно наступа у Европи, Северној и Јужној Америци и Јапану. Последњих година Тадић се концентрисао на развој приступа импровизацији који комбинује и упоређује музички материјал који је црпљен из многих различитих извора, укључујући барокну, европску класичну и северноиндијску класичну музику, фламенко, источноевропске народне традиције, блуз, џез и рок. Познат је по свом пионирском раду у примени елемената класичне и фламенко технике на електричну гитару.
Компоновао је соло и камерну музику која је објављена од стране Les Editions Doberman-Yppan. Тадић је написао музику за бројне експерименталне филмске, плесне и позоришне радове, сарађивао је са хармоникашицом Меримом Кључо и музичарем, песником и филозофом Рамбом Амадеусом, и компоновао партитуре за награђивани хрватски дугометражни филм Данила Шербеџије 72 дана и документарни филм Плес бога кукуруза.
У јануарском издању из 1997, уредници часописа Guitar Player уврстили су Тадића у тридесет најрадикалнијих и најособенијих гитариста на свету.
Поред тога, Тадић предаје гитару, импровизацију и Балканску музику на Калифорнијском институту уметности у Лос Анђелесу.
Тадић је свирао гитару у филму The Mothers of Invention, заједно са Доном Престоном и Наполеоном Марфијем Броком.

## Дискографија
- Bracha (са Џоном Бергамом и Дејвидом Филипсоном) (Cmp Records, 1988)
- Dark: Tamna Voda (са Л. Шанкаром, Дејвидом Торном и Марком Наусефом) (Cmp Records, 1988)
- Let's Be Generous (са Јоакимом Куеном, Тонијем Њутоном и Марком Наусефом) (Cmp Records, 1990)
- Levantine Tales (са Душаном Богдановићем) (M.A. Records, 1990)
- Window Mirror (M.A. Records, 1991)
- Without Words (са Питером Епстајном) (M.A. Records, 1992)
- Keys to Talk By (са Душаном Богдановићем и Марком Наусефом) (M.A. Records, 1992)
- Snake Music (са Џеком Брусом, Дејвидом Торном и Марком Наусефом) (Cmp Records, 1994)
- The Old Country (са Хауардом Левијем и Марком Наусефом) (M.A. Records, 1996)
- The Jack Bruce Collector's Edition (Cmp Records, 1996)
- Baby Universe (са Јадранком Стојаковић) (Omagatoki, 1996)
- Still Light (са Маркусом Штокхаузеном и Марком Наусефом) (M.A. Records, 1997)
- Loose Wires (са Мичелом Гордадом и Марком Наусефом) (Enja Records, 1997)
- Krushevo: Крушево (са Влатком Стефановским) (M.A. Records, 1998)
- Live in Belgrade (са Влатком Стефановским) (Third Ear, 2000)
- Cucuk: Чучук (са Son of Slavster) (Ma-no, 2000)
- Lulka: Лулка (са Вањом Лазаровом) (Third Ear, 2003)
- Treta Majka: Трета мајка (са Влатком Стефановским и Теодосијем Спасовим) (Avalon, 2004)
- Snakish (са Вададом Лео Смитом и Марком Наусефом) (Leo Records, 2005)
- Pangea (Ђиваном Гаспарианом и Свапном Чоудури) (Lian, 2006)
- Имам пјесму за тебе (са Радетом Шербеџијом) (Хрватска, 2008)
- Live in Zagreb (са Влатком Стефановским, Теодосијем Спасовим и Свапном Чоудури) (Croatia Records, 2008)
- Понекад долазим, понекад одлазим (са Радетом Шербеџијом) (Хрватска, 2010)
- Migrations (са Душаном Богдановићем) (Doberman-Yppan, 2011)
- Invisible Writing (са Single Wing Turquoise Bird) (Night Fire Films, 2011)
- Видарица (са браћом Теофиловић) (Nine Winds, 2012)
- Мирина (Хрватска, 2013)
- Balkan Fever (са Влатком Стефановским, Теодосијем Спасовим и Симфонијским оркестром Лајпцига под диригентском палицом Кристијана Јарвија) (Naive Records, 2014)
- Aritmia (са Меримом Кључо) (Skrga music, 2016)